# Чебураев, Андрей Анатольевич
Андрей Анатольевич Чебураев (род. 14 февраля 1979, Куйбышев) — российский футболист, игрок в пляжный футбол.

## Карьера
В 1997 году был заявлен саратовским клубом «Сокол-ПЖД», однако участия в матчах первого дивизиона не принимал. Далее играл в тольяттинской «Ладе», казанском «Рубине». В 2004 году перешёл в махачкалинский «Анжи», однако вернулся в «Волгарь-Газпром». Завершал профессиональную карьеру в «Юните». С сезона 2011 года выступал за пляжную команду «Крылья Советов» Самара.